# Alfonso De Albentiis
Alfonso de Albentiis (Teramo, 10 febbraio 1871 – Teramo, 28 gennaio 1942) è stato un ingegnere italiano.

## Biografia
Conseguì a Napoli prima il diploma di scienze matematiche e fisiche, poi la laurea di ingegnere civile e il diploma di igiene pratica nel 1899.
Quindi si trasferì a Torino conseguendovi il diploma di ingegnere elettrotecnico.
Iniziò l'attività professionale nei cantieri Armstrong di Napoli.
Tornato a Teramo proseguì la sua attività professionale di ingegnere civile.
Fin dal 1904 iniziò ad elaborare uno studio di fattibiltà per la captazione delle sorgenti del torrente Ruzzo, avvalendosi della collaborazione del suo assistente e socio geom. Giovanni Bona. Il progetto prese una veste formale nel 1912.
Era convinto più di altri della necessità di portare l'acqua corrente alle popolazioni della Provincia di Teramo, servite solo di pozzi o fontanili alimentati da sorgenti locali facilmente soggette ad inquinamento. Le difficoltà furono molte, non soltanto tecniche ma anche amministrative e politiche.
Impegnativo fu il lavoro per illustrare, persuadere, coordinare, intraprendere iniziative per l'ottenimento dei finanziamenti.
Nel 1912 aderì un primo gruppo di comuni: Castellalto, Canzano, Castel Castagna, Castelli, Colledara, Cermignano, Penna Sant'Andrea, Forcella (nel Comune di Teramo), Notaresco, Cellino Attanasio.
L'8 giugno 1912 fu costituito il Consorzio per l'Acquedotto del Ruzzo; nel 1914, aderirono al Consorzio altri comuni fra cui Teramo. L'approvazione governativa fu data il 27 settembre 1929, con Regio Decreto n. 1716.
Il 2 luglio 1931 erano già stati appaltati i lavori per la captazione delle sorgenti. La direzione dei lavori fu assegnata ovviamente al progettista ing. Alfonso de Albentiis, l'impresa era la Cidonio. I lavori terminarono nel 1934. 
Dopo 20 anni si portava a compimento un'opera preziosissima e difficoltosa da realizzare per quei tempi di scarsa meccanizzazione dei lavori. La tenacia fu premiata e riconosciuta dal Consorzio come si legge in una relazione del Consiglio del Consorzio:     
Nel campo dell'architettura manifestò la sua tendenza all'eclettismo italiano e al liberty, di cui fu uno dei più validi rappresentanti tra i tecnici locali della prima metà del '900.

## Opere
Alfonso de Albentiis è ricordato, soprattutto, per aver progettato le opere idrauliche di captazione delle sorgenti del Ruzzo e del relativo acquedotto.

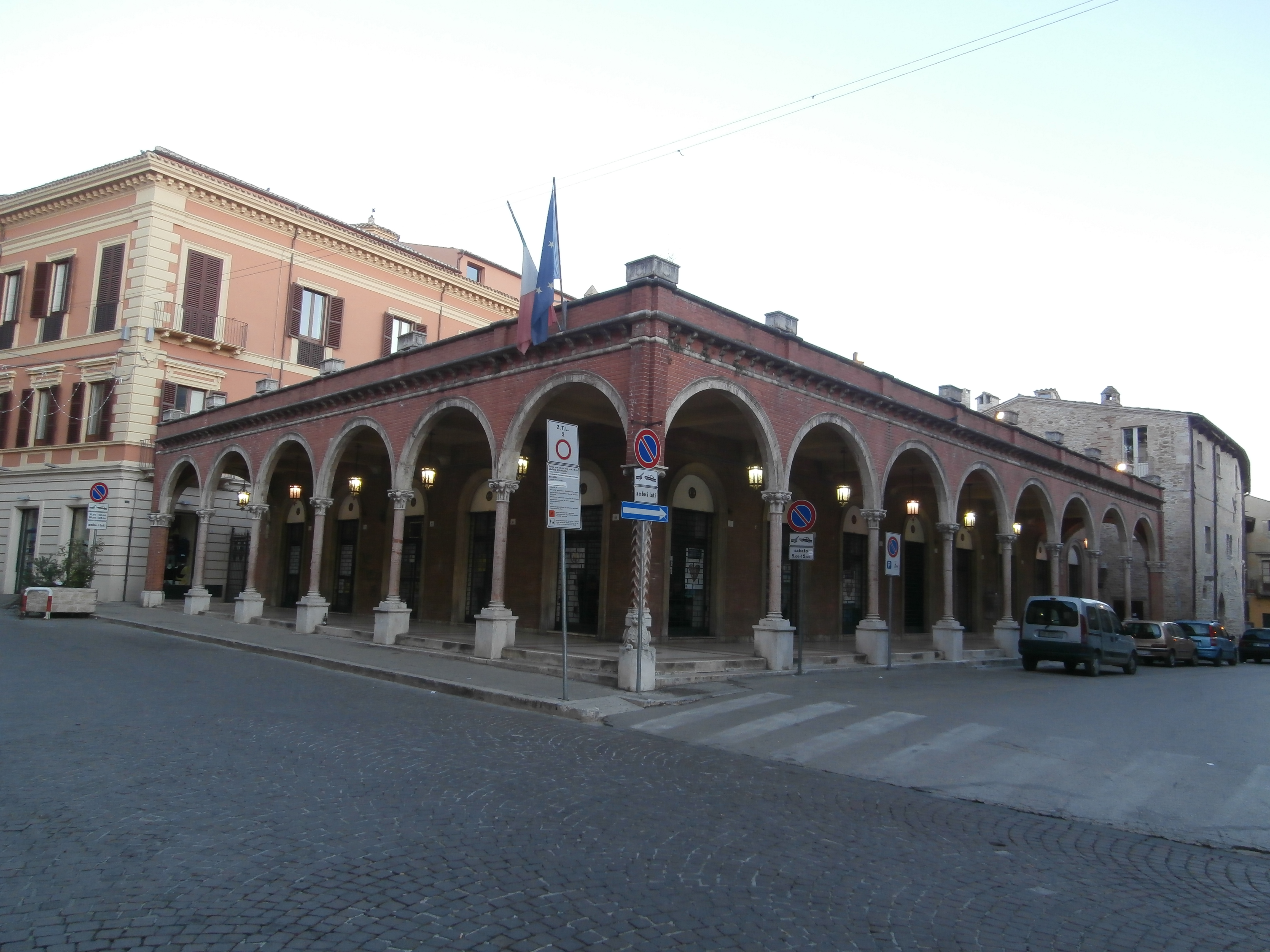
Portici Savini sul corso Cerulli, Teramo

Egli progettò anche le centrali idroelettriche sul Rio Arno e nel Mavone per conto del Comune di Teramo e fece parte del gruppo di progettazione della ferrovia Teramo-Gran Sasso-L'Aquila–Carsoli. Tali opere non furono realizzate ma rendono l'idea dell'ampiezza di interessi e delle capacità professionali.
Eseguì anche progetti per ville, palazzi, ospedali, scuole, ospizi, chiese e torri campanarie, opifici industriali, strade, ponti, acquedotti, gallerie e progetti di centrali idroelettriche.
Le opere legate all'eclettismo sono:
- i portici Savini (oggi sede A.C.I.) a Teramo, corso Cerulli;
- il Palazzo del Credito Abruzzese (demolito e oggi Banca Nazionale del Lavoro), piazza Orsini;
- il palazzo Mariani.

Un pregiato esempio di liberty è la Villa Blandina in viale Crucioli a Teramo.
Altre opere di architettura dei primi novecento sono:
- l'Ospedale Sanatoriale "Alessandrini- Romualdi", nel quartiere Villa Mosca, ora RSA per ex malati psichiatrici;
- il Banco di Roma in Corso San Giorgio a Teramo;
- il Palazzo Rolli.

Tra i progetti più significativi di ville private:
- Villa Palma e Villa Lanciaprima a Teramo;
- Villa Tattoni a Bellante;
- Villa Capuani a Torricella Sicura;
- Villa de Albentiis a Guardia Vomano;
- il progetto di Villa d'Arcangelo a Isola del Gran Sasso (la costruzione non fu però realizzata).

## Pubblicazioni
- Progetto di massima della strada rotabile consorziale, strada Nazionale sotto Senarica Pietracamela Aquilano, Teramo, Tip. Del Corriere, 1907;
- Relazione sul progetto di derivazione di acqua dai fiumi Vomano e Mavone per produzione di energia elettrica nello interesse del Comune di Teramo, Teramo, Appignani, 1911;
- Capitolato speciale d'appalto per il terzo lotto: opere di adduzione, Consorzio per l'acquedotto del Ruzzo, Teramo, La Fiorita, (1933?);